# Diocèse de Sincelejo
Le diocèse de Sincelejo (en latin : Dioecesis Sinceleiensis ; en espagnol : Diócesis de Sincelejo) est un diocèse de l'Église catholique en Colombie, suffragant de l'archidiocèse de Carthagène des Indes.

## Territoire

Il comprend 26 municipalités du département de Sucre : Buenavista, Caimito, Chalán, Colosó, Corozal, Coveñas, El Roble, Galeras, Guaranda, La Unión, Los Palmitos, Majagual, Morroa, Ovejas, Sampués, San Antonio de Palmito, San Benito Abad, San Juan de Betulia, San Marcos, San Onofre, San Pedro, Santiago de Tolú, Sincé, Sincelejo, Sucre, Toluviejo ce qui correspond à un territoire de 10 670 km2 divisé en 55 paroisses.
Le siège épiscopal est dans la ville de Magangué où se trouve la cathédrale Saint-François-d'Assise (es). La basilique mineure du Seigneur-des-Miracles à San Benito Abad est reconnue en l'an 2000 comme patrimoine culturel et religieux par le gouvernement colombien. Elle abrite une statue du Christ crucifié qui attire des milliers de pèlerins.

## Historique
Le diocèse est érigé le 25 avril 1969 par la constitution apostolique Ad Ecclesiam Christi du pape Paul VI en prenant une partie du territoire du vicariat apostolique de San Jorgeet de l'archidiocèse de Carthagène des Indes. Sincelejo est nommé suffragant de ce dernier.
Par la lettre apostolique Qui a pueris du 16 mai 1979, le pape Jean-Paul II reconnaît que la Vierge Marie honorée sous le vocable du Cœur Immaculé de Marie est la patronne principale du diocèse.

## Évêques
- Félix María Torres Parra (25 avril 1969 - 11 décembre 1980), nommé évêque de Santa Marta
- Héctor Jaramillo Duque, S.D.B (3 août 1981 - 16 septembre 1990)
- Nel Hedye Beltrán Santamaría (29 avril 1992 - 15 mars 2014)
- José Crispiano Clavijo Méndez, depuis le 19 février 2015